# 唐鎰
唐鎰（？—1787年），字金益，中國清朝官員，廣東番禺人。

## 生平
唐鎰爲乾隆三十三年（1768年）戊子科舉人出身。乾隆四十八年（1783年）接替程峻擔任台灣府臺灣縣知縣。同年署臺灣府北路理番同知。乾隆五十年（1785年）署諸羅縣知縣，一年後卸任。乾隆五十二年（1787年），林爽文起事軍隊攻克縣城，仍然留在城內的唐鎰被殺。但因福康安上奏其“辦理公務，玩縱廢弛”，未獲得撫恤。